# Parroquia de Iberville
La parroquia de Iberville (en inglés: Iberville Parish), fundada en 1805, es una de las 64 parroquias del estado estadounidense de Luisiana. En el año 2000 tenía una población de 33.320 habitantes con una densidad poblacional de 21 personas por km². La sede de la parroquia es Plaquemine.

## Geografía
Según la Oficina del Censo, la parroquia tiene un área total de 1691 km² (652,9 mi²), de la cual 1602 km² (618,5 mi²) es tierra y 89 km² (34,4 mi²) (5.24%) es agua.

### Parroquias adyacentes
- Parroquia de Pointe Coupee - noroeste
- Parroquia de West Baton Rouge - norte
- Parroquia de East Baton Rouge - noreste
- Parroquia de Ascension - este
- Parroquia de Assumption - sureste
- Parroquia de Iberia - sur
- Parroquia de St. Martin - oeste

## Carreteras
- Interestatal 10
- Carretera Estatal de Luisiana 1
- Carretera Estatal de Luisiana 30
- Carretera Estatal de Luisiana 69
- Carretera Estatal de Luisiana 75
- Carretera Estatal de Luisiana 76
- Carretera Estatal de Luisiana 77

## Demografía
En el 2000 la renta per cápita promedia de la parroquia era de $29,039, y el ingreso promedio para una familia era de $34,100. En 2000 los hombres tenían un ingreso per cápita de $32,074 versus $20,007 para las mujeres. El ingreso per cápita para la parroquia era de $13,272. Alrededor del 23.10% de la población estaba bajo el umbral de pobreza nacional.

## Comunidades
| - Grosse Tete - Maringouin | - Plaquemine - Rosedale | - St. Gabriel - White Castle | - Bayou Pigeon |